# Vernonia praecox
Vernonia praecox là một loài thực vật có hoa trong họ Cúc. Loài này được Welw. ex O.Hoffm. miêu tả khoa học đầu tiên năm 1896.